# Агаджарі (Хузестан)
Агаджарі  (перс. اغاجارئ)  — місто на південному заході Ірану, в Остані Хузестан. Входить до складу шахрестану Бехбехан. 
На 2006 населення становило 13 152 особи. 
| 1986   | 1991   | 2006   | 2012   |
| ------ | ------ | ------ | ------ |
| 64 102 | 16 337 | 13 152 | 15 153 |

На захід від міста розташований аеропорт.

## Географія
Місто розташоване на південному сході Хузестану, у передгір'ях західного Загроса, на висоті 195 метрів над рівнем моря. 
Агаджарі розташоване на відстані приблизно  125 кілометрів на південний схід від Ахвазу, адміністративного центру остана і на відстані 570 кілометрів на північний захід від Тегерана, столиці країни.